# Triptofan 2,3-dioksigenaza
Triptofan 2,3-dioksigenaza (EC 1.13.11.11, triptofanska pirolaza (nespecifična), triptofanska oksigenaza, triptaminska 2,3-dioksigenaza, triptofanska peroksidaza, indolaminska 2,3-dioksigenaza (nespecifična), indolaminska 2,3-dioksigenaza (nespecifična), L-triptofan pirolaza, TDO, L-triptofanska 2,3-dioksigenaza) je enzim sa sistematskim imenom L-triptofan:kiseonik 2,3-oksidoreduktaza (deciklizacija). Ovaj enzim katalizuje sledeću hemijsku reakciju
-triptofan + O2 {\displaystyle \rightleftharpoons } N-formil-L-kinurenin
Ovaj enzim je protohemoprotein. Kod sisara, enzim je lociran u jetri.

## Literatura
- Nicholas C. Price; Lewis Stevens (1999). Fundamentals of Enzymology: The Cell and Molecular Biology of Catalytic Proteins (Third изд.). USA: Oxford University Press. ISBN 019850229X.
- Eric J. Toone (2006). Advances in Enzymology and Related Areas of Molecular Biology, Protein Evolution (Volume 75 изд.). Wiley-Interscience. ISBN 0471205036.
- Branden C; Tooze J. Introduction to Protein Structure. New York, NY: Garland Publishing. ISBN 0-8153-2305-0.
- Irwin H. Segel. Enzyme Kinetics: Behavior and Analysis of Rapid Equilibrium and Steady-State Enzyme Systems (Book 44 изд.). Wiley Classics Library. ISBN 0471303097.
- William P. Jencks (1987). Catalysis in Chemistry and Enzymology. Dover Publications. ISBN 0486654605.

## Spoljašnje veze
- Tryptophan+2,3-dioxygenase на 